# Gene Sharp
Gene Sharp (født 21. januar 1928, død 28. januar 2018) var professor emeritus i statskundskab ved University of Massachusetts Dartmouth og nomineret til Nobels fredspris i 2009. Han var kendt for sit omfattende forfatterskab om ikke-voldelig kamp, som har påvirket utallige anti-regerings modstandsbevægelser rundt omkring i verden.
Sharp blev født i Ohio. Han fik en Bachelor of Arts i Social Sciences i 1949 fra Ohio State University, hvor han også fik sin Master of Arts i sociologi i 1951. en Dr. Phil. i politisk teori fra Oxford University. I 1953-1954 blev Sharp fængslet i ni måneder efter protesterer mod værnepligten af soldater til Koreakrigen. I 1968 modtog han en doktorgrad i filosofi i politisk teori fra Oxford University.
Sharp har været professor i statskundskab ved University of Massachusetts Dartmouth siden 1972. Han samtidig haft forskningansættelser på Harvard Universitys Center for International Affairs siden 1965.  I 1983 grundlagde han Albert Einstein Institution, en non-profit organisation, der skulle undersøgelse og fremme anvendelsen af ikkevoldelige aktion i konflikter verden over 